# Adelante (partido político)
Adelante (en neerlandés: Vooruit), inicialmente Partido Socialista (SP; en neerlandés: Socialistische Partij) y posteriormente Partido Socialista Diferente (SP.A; en neerlandés: Socialistische Partij Anders), es un partido político flamenco belga, nacido de la ruptura del Partido Socialista Belga, en 1978. Es miembro del Partido Socialista Europeo, y de la Internacional Socialista. Su actual presidente es Conner Rousseau.

## Historia
En 1999, el SP sufrió una derrota electoral en las elecciones legislativas y regionales. Sin embargo, siguió en el poder en todos los niveles gracias a coaliciones con los ecologistas y liberales (Mayoría Arco Iris). A pesar de eso, el partido empieza un proceso de modernización. Con una nueva denominación, sp.a, y bajo la presidencia de Steve Stevaert, el partido gana las elecciones legislativas de 2003. Siguió entonces en el poder, junto a los socialistas francófonos , y a los liberales.
En las elecciones regionales de 2004, el partido pierde ligeramente votos, pero mejora los resultados de 1999. Entra entonces, a nivel regional, en una coalición con los demócrata-cristianos, y los liberales. El 15 de octubre de 2005, Steve Stevaert renuncia a la presidencia del partido, y lo sucede Johan Vande Lanotte.
En las elecciones legislativas de 2007, el sp.a, sin un liderazgo fuerte, pierde peso, y retrocede a los resultados de 1999. Luego de esas elecciones, Johan Vande Lanotte renuncia a la presidencia del partido, y lo sucede Caroline Gennez.
A fines de diciembre de 2007, el sp.a se encuentra en la oposición, por primera vez desde 1988.
En las elecciones generales de 2010 obtuvo 602.867 votos, 81.523 menos que en 2007. En total un 9.24% y 13 escaños en la Cámara de Representantes, 1 menos que en 2007.
En enero de 2018, el partido abogó por un "nuevo socialismo" y una "nueva igualdad". En septiembre de 2020, el líder del partido Conner Rousseau anunció un cambio de nombre del partido a Vooruit ("Adelante"). El nuevo nombre se hizo oficial el 21 de marzo de 2021.

## Presidentes
SP
- 1978-1989 Karel Van Miert
- 1989-1994 Frank Vandenbroucke
- 1994-1998 Louis Tobback
- 1998-1999 Fred Erdman
- 1999-2001 Patrick Janssens

sp.a
- 2001-2003 Patrick Janssens
- 2003-2005 Steve Stevaert
- 2005-2007 Johan Vande Lanotte
- 2007-2011 Caroline Gennez
- 2011-2015 Bruno Tobback
- 2015-presente John Crombez

## Resultados electorales

### Elecciones generales
| Año  | Votos        | %     | Resultado | +/- | Gobierno              |
| ---- | ------------ | ----- | --------- | --- | --------------------- |
| 1978 | 684.976 (#3) | 12,37 | 26/150    | 1   | Coalición             |
| 1981 | 744.593 (#4) | 12,36 | 26/212    |     | Oposición             |
| 1985 | 882.200 (#2) | 14,55 | 32/212    | 6   | Oposición             |
| 1987 | 915.432 (#3) | 14,9  | 32/212    |     | Coalición             |
| 1991 | 737.976 (#4) | 12,0  | 28/212    | 4   | Coalición             |
| 1995 | 762.444 (#3) | 12,6  | 21/150    | 7   | Coalición             |
| 1999 | 593.372 (#6) | 9,55  | 14/150    | 7   | Coalición             |
| 2003 | 979.750 (#2) | 14,91 | 21/150    | 7   | Coalición             |
| 2007 | 675.189 (#6) | 10,26 | 14/150    | 7   | Oposición             |
| 2010 | 602.867 (#5) | 9,24  | 13/150    | 1   | Coalición             |
| 2014 | 595.486 (#6) | 8,83  | 13/150    |     | Oposición             |
| 2019 | 455.034 (#8) | 6,71  | 9/150     | 4   | Coalición (2019-2020) |
| 2019 | 455.034 (#8) | 6,71  | 9/150     | 4   | Oposición (2020)      |
| 2019 | 455.034 (#8) | 6,71  | 9/150     | 4   | Coalición (2020-2024) |
| 2024 | 566.436 (#5) | 8,11  | 13/150    | 4   | Coalición             |

### Elecciones al Parlamento Flamenco
| Año  | Votos        | %     | Resultado | +/- | Gobierno  |
| ---- | ------------ | ----- | --------- | --- | --------- |
| 1995 | 733.703 (#3) | 19,45 | 25/118    |     | Coalición |
| 1999 | 582.419 (#4) | 15,00 | 20/124    | 5   | Coalición |
| 2004 | 799.325 (#4) | 19,66 | 25/124    | 5   | Coalición |
| 2009 | 627.852 (#3) | 15,27 | 19/124    | 6   | Coalición |
| 2014 | 587.903 (#4) | 13,99 | 18/124    | 1   | Oposición |
| 2019 | 429.631 (#5) | 10,14 | 12/124    | 6   | Oposición |
| 2024 | 606.406 (#3) | 13,85 | 18/124    | 6   | Coalición |

### Elecciones al Parlamento de Bruselas-Capital
| Año  | Votos        | %    | Resultado | +/-         | Gobierno  |
| ---- | ------------ | ---- | --------- | ----------- | --------- |
| 1989 | 11.710 (#9)  | 2,67 | 2/75      |             | Coalición |
| 1995 | 9.987 (#9)   | 2,42 | 2/75      | Sin cambios | Coalición |
| 1999 | 13.223 (#8)  | 2,94 | 2/75      | Sin cambios | Coalición |
| 2004 | 11.052 (#8)  | 2,44 | 3/89      | 1           | Coalición |
| 2009 | 10.085 (#6)  | 2,08 | 4/89      | 1           | Oposición |
| 2014 | 10.450 (#8)  | 2,13 | 3/89      | 1           | Coalición |
| 2019 | 10.540 (#10) | 2,29 | 3/89      | Sin cambios | Coalición |
| 2024 | 8.045 (#12)  | 1,71 | 2/89      | 1           | ¿?        |